# Derek
Derek é uma série de televisão britânica de drama e comédia estrelada, escrita e dirigida por Ricky Gervais. O piloto foi produzido pela Derek Productions Ltd. para o Channel 4 e foi ao ar em 12 de abril de 2012. O Channel 4 descreve o programa como "um drama de comédia agridoce sobre um grupo de forasteiros que vive nas margens da sociedade".
Em 9 de maio de 2012, o Channel 4 anunciou que havia encomendado uma temporada completa, que começou a ser exibida em 30 de janeiro de 2013. Em 4 de março de 2013 (dois dias antes da exibição do episódio final da primeira série), foi anunciado que Derek havia sido renovada para que uma segunda temporada a ser exibida novamente no Channel 4 e posteriormente no Netflix.
A primeira temporada ficou disponível para streaming no Netflix em 12 de setembro de 2013. A segunda temporada, composta por seis episódios, começou a ser exibida em 23 de abril de 2014 no Channel 4 e finalizada em 28 de maio de 2014. Em novembro de 2014, o Channel 4 anunciou que um episódio especial "final" de 60 minutos de Derek iria ao ar no Reino Unido em 22 de dezembro de 2014.
O programa atraiu críticas mistas dos críticos.

## Visão geral
O episódio piloto foi ao ar em 12 de abril de 2012 no Channel 4. Filmado em estilo de documentário, a série se passa principalmente em um lar de idosos e se concentra em Derek, um ajudante do estabelecimento. O personagem-título apareceu pela primeira vez no show Rubbernecker do Edimburgo Fringe, em 2001, e aparece brevemente em sua turnê Science, em 2010. Nesta apresentação, Gervais lamenta o assédio que sofre nas mãos dos caçadores de autógrafos, adotando uma persona 'semelhante a Derek' antes de denunciá-los como geneticamente inferiores e 'um bando de monges'.
Gervais disse que o programa foi inspirado por seus parentes que trabalham em casas de repouso: "Metade da minha família é cuidadora. Minha irmã trabalha com crianças com dificuldades de aprendizado. Minha cunhada trabalha em uma casa de repouso para pessoas com Alzheimer. E quatro ou cinco de minhas sobrinhas trabalham nas casas dos idosos. Eu sempre escrevo sobre o que sei. "

## Enredo
Gervais interpreta Derek Noakes, um cuidador de 50 anos que trabalha em Broad Hill, uma casa para idosos, onde está há três anos. Ele gosta de assistir a reality shows e games shows e se interessa por celebridades, YouTube e, acima de tudo, em falar sobre animais. Dizem ao espectador que ele é gentil, prestativo e altruísta, com boas intenções. Ele é vulnerável por causa de sua ingenuidade infantil e distrações da sociedade. Ele é ridicularizado e ostracizado, além de ser marginalizado pela sociedade em geral por causa de sua inabilidade social e falta de inibição. Derek diz que é mais importante ser gentil do que inteligente ou bonito. Muitas fontes da mídia o descrevem como autista, embora Gervais negue firmemente isso. Gervais, de fato, permaneceu cuidadosamente ambíguo quanto ao fato de Derek ser um deficiente intelectual, autista ou não.

## Elenco
- Ricky Gervais as Derek Noakes
- Kerry Godliman as Hannah
- David Earl as Kevin "Kev" Twine
- Karl Pilkington as Dougie
- Colin Hoult as Geoff
- Holli Dempsey as Vicky
- Brett Goldstein as Tom
- Ruth Bratt as Mary
- Margaret Towner as Edna[16]
- Joan Linder as Joan
- Kay Noone as Lizzie
- Vilma Hollingbery as Elsie
- Tim Barlow as Jack
- Arthur Nightingale as Arthur
- Tony Rohr as Anthony, Derek's father
- Doc Brown as Deon
- Joe Wilkinson as Cliff Twine

## Personagens secundários
Kerry Godliman interpreta Hannah, gerente da casa de repouso e amiga de Derek. Karl Pilkington desempenha Dougie, o zelador da casa ; Derek e Dougie vivem na moradia social de Dougie. David Earl interpreta Kev, um amigo esquisito e louco por sexo de Derek, que não trabalha, mas passa muito tempo lá.

## Episódios
| Temporada | Temporada | Episódios | Transmissão original   | Transmissão original   |
| Temporada | Temporada | Episódios | Estreia da temporada   | Final da temporada     |
| --------- | --------- | --------- | ---------------------- | ---------------------- |
|           | Piloto    | 1         | 12 de abril de 2012    | 12 de abril de 2012    |
|           | 1 (2013)  | 6         | 30 de janeiro de 2013  | 6 de março de 2013     |
|           | 2 (2014)  | 6         | 23 de abril de 2014    | 28 de maio de 2014     |
|           | Especial  | 1         | 22 de dezembro de 2014 | 22 de dezembro de 2014 |

## Recepção
Derek recebeu críticas mistas. No Rotten Tomatoes, a primeira temporada tem uma classificação de 65. No Metacritic, a primeira temporada do programa obteve uma classificação de 64 em 100, indicando "críticas geralmente favoráveis".
O programa atraiu controvérsia devido à percepção de alguns de que zomba de pessoas com deficiência mental. Tanya Gold, escrevendo para o The Guardian, rejeitou as alegações de Gervais de que em Derek ele estava satirizando preconceitos contra os deficientes, dizendo que "parece mais uma crueldade preguiçosa do que uma sátira". Jack Seale criticou o programa por confiar demais em elementos e caracterizações de programas anteriores de Gervais. Sam Wollaston, do The Guardian achou que "não era muito bom" e achou que "a coisa toda de documentário parece mais cansativa agora".
Tom Sutcliffe, do The Independent, questionou a sabedoria de encomendar uma temporada inteira do programa, escrevendo: "Na minha opinião, o piloto da comédia de Ricky Gervais sobre um assistente em uma casa de repouso já havia explorado completamente seu desajeitado - e experimental - equilíbrio da comédia e emoção ". Sobre o personagem principal, ele escreveu: "São as qualidades redentoras de Derek que são as mais difíceis de tomar - uma sensação de auto-congratulação pelo refinamento de seus próprios sentimentos, que também tem um pouco de intimidação".
O desempenho de Gervais como Derek atraiu críticas mistas. Diane Werts, do Newsday, reagiu positivamente, dizendo que "Gervais acertou em cheio". Curt Wagner, do Red Eye, escreveu que Gervais "surpreende com uma atuação suave, silenciosa e um amor óbvio pelo personagem. Rob Owen, do Pittsburgh Post-Gazette, escreveu que "embora possa haver um fator nojento para Gervais interpretar um personagem com problemas de desenvolvimento, isso acaba não sendo o caso. O Sr. Gervais cria um personagem, não uma caricatura." Por outro lado, Sam Wollaston, do The Guardian escreveu que "Ricky Gervais está fora de sua profundidade interpretando um personagem que não se baseia em seus piores pontos fracos". Terry Ramsey, do The Telegraph, escreveu que "Há o desempenho vergonhoso de Gervais no papel-título. Sinto muito, mas Derek é simplesmente Ricky Gervais em um suéter estampado com um pescoço com torcicolo. Gervais não é um ator de personagens e o que é preciso para trazer Derek à vida é ser mais crível. O que ele realmente precisa é de alguém atuando com ele."
A segunda temporada de Derek atraiu críticas mais positivas. A segunda temporada atualmente detém 72% no Rotten Tomatoes. Hank Stuever, do Washington Post, reagiu positivamente, dizendo que "Derek é um empreendimento honesto e muitas vezes encantador". Terry Ramsey, do The Telegraph, escreveu: "Não precisávamos de uma segunda temporada do drama de comédia de Ricky Gervais, Derek". Em uma resenha no The Guardian, Sam Wollaston escreveu: "Esse é o outro grande problema com Derek. Não é muito inteligente. Ou muito engraçado. Ou muito bom." Msn.com afirmou que "Derek, de Ricky Gervais, permanece uma bagunça piegas. Por onde começar? O formato mocumentário é moribundo. A ética é suja. O tom está em todo lugar em tudo, menos na condescendência consistente." Matt D, da Unrealitytv.co.uk, concordou com o consenso afirmando "As principais razões para isso são o desequilíbrio no tom e o desempenho central de Gervais, os quais impedem Derek de ser um programa realmente agradável". O AV Club sugeriu que "Derek tem toda a ambição criativa de [um vídeo on-line de porquinhos e coelhos fazendo coisas fofas]". Michael Hogan, do The Telegraph, descreveu Derek como uma "série piegas" e "terrível". Serena Davies, da mesma publicação, chegou ao ponto de afirmar que "o programa parece ter sido planejado por alguém da inteligência limitada de Derek... [Não vou] perder mais tempo assistindo a esse programa frágil e curiosamente inútil".
O episódio especial recebeu duas estrelas em cinco pelo The Telegraph. O revisor, Ed Power, criticou o episódio pelo "fraco desempenho" de Gervais e pela "tentativa de causar uma simpatia sub-Forrest Gump". Ele o descreveu como "superficial" e "manipulador". A revisora do The Guardian, Julia Raeside, concordou, acrescentando "Não consigo encontrar comédia e falta a verdade emocional necessária para um drama".

## Lançamentos de DVD
A primeira temporada completa de Derek foi lançada em DVD e Blu-ray em 11 de novembro de 2013. A segunda temporada completa de Derek foi lançada em DVD em 17 de novembro de 2014. Além disso, um box de 2 discos contendo a primeira e a segunda temporada em DVD também foi lançado em 17 de novembro de 2014. Derek: The Special foi lançado em DVD em 26 de outubro de 2015. Um boxset completo da coleção também foi lançado com as duas temporadas e o especial.